# Facundo Sucatzky
Facundo Sucatzky (Ceres, Provincia de Santa Fe, 9 de abril de 1972) es un exjugador de básquetbol que actualmente se desempeña como entrenador. Jugó en la posición de base y su último equipo fue APAB/Blumenau.  

## Selección Argentina
Jugó 22 partidos con la selección y metió 128 puntos (5,8 de promedio). El santafesino debutó en el Sudamericano de 1991 y también estuvo en el Preolímpico 99, Panamericanos 99 y Goodwill Games 2001. Su última convocatoria al seleccionado fue en 2007 en los Juegos Panamericanos de Río de Janeiro cuando fue llamado de último momento debido a la baja por lesión de Raymundo Legaria.

## Trayectoria

### Como jugador
| Temporada | Equipo                        | Liga  |
| --------- | ----------------------------- | ----- |
| 1988      | Provincial Rosario            | LNB   |
| 1989      | Provincial Rosario            | LNB   |
| 1990      | Deportivo San Andrés          | LNB   |
| 1990-91   | Deportivo San Andrés          | LNB   |
| 1991-92   | Independiente Neuquén         | LNB   |
| 1992-93   | Olimpia Venado Tuerto         | LNB   |
| 1993-94   | Independiente de General Pico | LNB   |
| 1994-95   | Independiente de General Pico | LNB   |
| 1995-96   | Independiente de General Pico | LNB   |
| 1996-97   | Quilmes de Mar del Plata      | LNB   |
| 1997-98   | Independiente de General Pico | LNB   |
| 1998-99   | Independiente de General Pico | LNB   |
| 1999-00   | Independiente de General Pico | LNB   |
| 2000-01   | Libertad de Sunchales         | LNB   |
| 2001-02   | Libertad de Sunchales         | LNB   |
| 2002-03   | Libertad de Sunchales         | LNB   |
| 2003-04   | Atenas                        | LNB   |
| 2004-05   | Obras Sanitarias              | LNB   |
| 2005-06   | Argentino de Junín            | LNB   |
| 2005-06   | Minas Tênis Clube             | LBB   |
| 2006-07   | Minas Tênis Clube             | LBB   |
| 2007      | Fluminense                    | CEBRJ |
| 2008      | Minas Tênis Clube             | LBB   |
| 2008-09   | Minas Tênis Clube             | NBB   |
| 2009-10   | Minas Tênis Clube             | NBB   |
| 2010-11   | Minas Tênis Clube             | NBB   |
| 2011-12   | Atenas                        | LNB   |
| 2013      | Fluminense                    | CBS   |
| 2013      | APAB/Blumenau                 | CSBB  |

### Como entrenador
| Temporada | Equipo              | Liga                              |
| --------- | ------------------- | --------------------------------- |
| 2014      | APAB/Blumenau       | Campeonato Catarinense de Básquet |
| 2015-16   | Ciclista Juninense  | Torneo Nacional de Ascenso        |
| 2016-17   | Ciclista Juninense  | Torneo Nacional de Ascenso        |
| 2017-18   | Atenas de Patagones | La Liga Argentina                 |

## Palmarés

### Campeonatos nacionales
- Liga Nacional de Básquet: (1)
  - Independiente de General Pico: Liga Nacional de Básquet 1994-95

### Campeonatos internacionales
- Campeonato Sudamericano de Clubes Campeones: (2)
  - Independiente de General Pico: 1996
  - Minas Tênis Clube: 2007
- Liga Sudamericana de Clubes: (2)
  - Libertad de Sunchales: 2002
  - Atenas de Córdoba: 2004

### Selección nacional
- Medalla de bronce en el Campeonato Mundial de Baloncesto Sub-19 de 1991
- Medalla de bronce el Torneo de las Américas de San Juan 1999
- Medalla de plata en los Juegos de la Buena Voluntad Brisbane 2001

### Menciones
Es poseedor del record de asistencias en un partido con 19 pases gol, y también es el máximo pasador de la historia de la Liga Nacional de Básquet, habiendo liderado el rubro por 10 años consecutivos. Durante la final de la temporada 1994-95 de la LNB, dio 14 asistencias en un partido, logrando así la marca del mayor pasador en una final.